# Kostel Všech svatých (Zdětín)
Kostel Všech svatých ve Zdětíně je původně gotická, později barokně přestavěná stavba ze 14. století. Nachází se na bývalém hřbitově na návsi obce Zdětín v okrese Mladá Boleslav. Od roku 1958 je kostel chráněn jako kulturní památka České republiky.

## Historie
Farní kostel je ve Zdětíně zmiňován již v roce 1260. Dochovaná gotická stavba pochází ze 14. století. Kostel byl mezi lety 1903–1905 restaurován, včetně vnitřní výmalby provedené J. Janšou podle náčrtů V. Maška. V roce 1969 byla opravena omítka kostela.

## Popis
Kostel je jednolodní, obdélný, s pětiboce uzavřeným presbytářem s pískovcovými opěráky a s barokní hranolovou věží. Nad presbytářem se nachází sanktusník s pětibokou lucernou.
Presbytář (o délce 7,75 m a šířce 4,86 m) je sklenut křížovou a paprsčitou klenbou s hruškovitými žebry na zdobených konzolách. V severní stěně presbytáře je výklenkový gotický sanktuář s kružbou. K severní stěně přiléhá sakristie s goticky valenou klenbou. Vítězný oblouk oddělující loď a presbytář je hrotitý, profilovaný. 
Loď je obdélná (délka 8,35 m, široká 7,05 m). Dřevěný kazetový strop a kruchta v lodi pochází z roku 1903.
V prostoru presbytáře se dochovaly zbytky gotických nástěnných maleb z doby kol. 1380:
- Šest výjevů z Kristova života na jižní stěně
- Symboly evangelistů na klenbě
- Texty ze Starého a Nového zákona, Kristus křísí Lazara, Skutky milosrdenství, Mše sv. Řehoře

### Zařízení
- Raně barokní portálový hlavní oltář z roku 1682 se sochami sv. Václava a Zikmunda[1]
- Rokokový rámový boční oltář sv. Jana Nepomuckého z 2. pol. 18. stol.[1]

## Okolí kostela
V areálu bývalého hřbitova kolem kostela se dochovaly náhrobky a plastiky.